# Wahlen 1858
◄◄ | ◄ | 1854 | 1855 | 1856 | 1857 | Wahlen 1858 | 1859 | 1860 | 1861 | 1862 | ► | ►►

Weitere Ereignisse
Die Liste der Wahlen 1858 umfasst Parlamentswahlen, Präsidentschaftswahlen, Referenden und sonstige Abstimmungen auf nationaler und subnationaler Ebene, die im Jahr 1858 weltweit abgehalten wurden.
Das damalige Wahlrecht entsprach typischerweise nicht den Wahlrechtsgrundsätzen der direkten, geheimen und gleichen Wahl. Zeittypisch waren oft nur kleine Teile der Bevölkerung wahlberechtigt, ein Frauenwahlrecht war nicht gegeben.

## Termine
| Land               | Datum                   | Link zur Wahl 1858                                  | Link zur letzten Wahl | Bemerkung                                  |
| ------------------ | ----------------------- | --------------------------------------------------- | --------------------- | ------------------------------------------ |
| Vereinigte Staaten | ab dem 2. Aug.          | Wahl zum Repräsentantenhaus der Vereinigten Staaten | 1856                  |                                            |
| Vereinigte Staaten | verschiedene Zeitpunkte | Wahlen zum Senat der Vereinigten Staaten            | 1856/57               | 22 der 66 Senatorenposten standen zur Wahl |